# المصلول (النادرة)

تعديل مصدري - تعديل

المصلول هي إحدى قرى عزلة العارضة بمديرية النادرة التابعة لمحافظة إب، بلغ تعداد سكانها 258 نسمة حسب تعداد اليمن لعام 2004.